# 玖龍紙業
玖龍紙業（中国語: 玖龍紙業、英語：Nine Dragons Paper Holdings Limited）は中国の企業で、アジア最大の段ボールメーカー。

## 概要
女性ビジネスマンの張茵が1988年に広東省東莞市にて設立した東莞中南紙業が母体。玖龍紙業は1995年に設立されている。2006年3月、香港証券取引所上場。香港灣仔に本社オフィスをかまえており、登記上の本社住所はタックス・ヘイヴンのバミューダ諸島。

## その他
- 決算広告によると2009年の売上高が2,217億円、純利益が267億円、資産が5,000億円。